# Hoàng Anh Tuấn
Hoàng Anh Tuấn (Quế Võ, Bắc Ninh, 1985.  február 12. –) olimpiai ezüstérmes vietnámi súlyemelő.

## Pályafutása
2005-ben – az 56 kilogrammosok között – ezüstérmesként zárta a junior súlyemelő-világbajnokságot, majd ezt követően Dohában bronzérmes lett a felnőttek mezőnyében (ugyancsak 56 kg-ban). 2006-ban a Santo Domingo-i vb-n megszerezte második bronzérmét is, majd az Ázsia-játékokon a második helyen végzett.
2008-ban Pekingben – az akkor 23 esztendős Hoàng – élete első nyári olimpiáján, a férfi súlyemelés 56 kilogrammos mezőnyének fináléjában ezüstérmet szerzett, és ezzel a teljesítményével Vietnám történetének második olimpiai érmét szerezte meg. Sikerére való tekintettel – még ugyanebben az évben – hazájában elnyerte az év sportolója címet. Antalyában, a 2010-es törökországi világbajnokságon a negyedik helyet szerezte meg, de mivel levett doppingmintája tiltott szereket tartalmazott, a Nemzetközi Súlyemelő-szövetség (IWF) két évre eltiltotta a későbbi szereplésektől.